# Eudemón de Egipto
Eudemón (en griego antiguo: Εὐδαίμων, lit. 'Eudaemon') fue un deportista griego que obtuvo un triunfo en los antiguos Juegos Olímpicos. Se sabe que era egipcio pero no de qué sitio. Obtuvo el triunfo en la competición de pugilato, pero la fecha es desconocida.